# (1998) Titius
(1998) Titius és un asteroide pertanyent al cinturó d'asteroides descobert per Alfred Bohrmann el 24 de febrer de 1938 des de l'observatori de Heidelberg-Königstuhl, Alemanya.
Titius va rebre inicialment la designació de 1938 DX1.
Posteriorment, es va anomenar com a tal en honor de l'astrònom alemany Johann Daniel Titius (1729-1796).
Titius orbita a una distància mitjana del Sol de 2,419 ua, podent apropar-se fins a 2,265 ua. La seva excentricitat és 0,06385 i la inclinació orbital 7,629°. Triga a completar una òrbita al voltant del Sol 1374 dies.